# Resistenza austriaca
La resistenza austriaca al dominio nazista che iniziò con l'Anschluss del 1938, aveva già un precedente nelle attività di socialisti e comunisti durante il periodo del cosiddetto austrofascismo, iniziato nel 1934. Questi militanti di estrema sinistra agivano completamente isolati dal contesto sociale della maggioranza della popolazione durante gli anni della guerra. Altre frange della resistenza austriaca furono costituite da cattolici e monarchici.
La società austriaca aveva avuto un atteggiamento ambivalente sia verso il governo nazista dal 1938 al 1945, sia verso quei pochi che gli si opponevano. Dal momento che una larga parte della società austriaca appoggiava esplicitamente o tacitamente il regime nazista, le forze alleate trattarono l'Austria come controparte nemica in guerra e mantenne l'occupazione fino alla resa finale dei nazisti. D'altra parte la Dichiarazione di Mosca affermava che l'Austria era stata una società libera e democratica prima della guerra e che dunque la sua cattura era un atto di liberazione.